# Кло-Люсе
Клу (фр. Cloux) или Кло-Люсе (фр. Le Clos Lucé) — французский средневековый замок, один из самых известных замков Луары. Дом-музей Леонардо да Винчи.

## История
Первый дом из розового кирпича на этом участке был построен во времена правления Людовика VI. В 1107—1115 годах он был возведён по приказу Гуго Амбуазского (Hugues d’Amboise) на месте галло-римского поселения. В 1477 году построили небольшой усадебный дом, ставший собственностью Этьена Лелу, фаворита короля, помощника повара королевской кухни замка Плесси-ле-Тур. Замок Кло-Люсе был приобретён Карлом VIII за 3500 золотых экю и превращён в королевскую резиденцию. Акт продажи, который датирован 2 июля 1490 года и записан на пергаменте, хранится в Кло-Люсе.
В Кло-Люсе провёл юность будущий король Франции Франциск I. Он приезжал сюда вместе со своей сестрой Маргаритой Ангулемской. В начале 1516 года Леонардо да Винчи принял приглашение короля Франциска I и поселился во Франции. Художник умер 2 мая 1519 года. Похоронен Леонардо да Винчи в Амбуазском замке, который находится неподалёку и где часто проводил время Франциск I со своим двором.
От разрушения во время революции Кло-Люсе спасла семья д’Амбуаз. Затем он стал собственностью семьи Сен-Бри. Эта семья и сохранила замок до наших дней. Сегодня в Кло-Люсе организован музей Леонардо да Винчи.

## Экспозиция

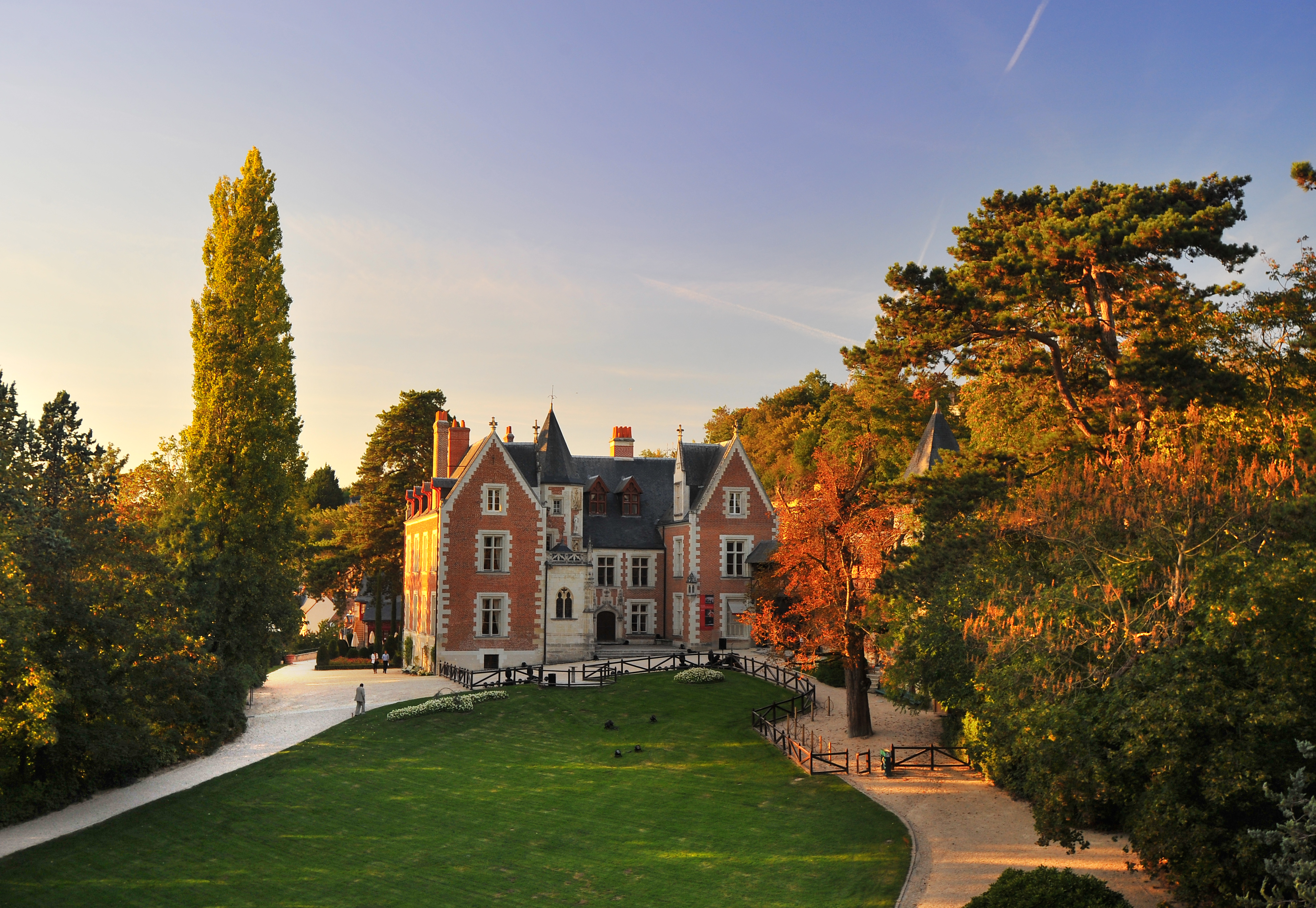
Вид на замок Кло-Люсе (2011)

В залах небольшого замка, сложенного из кирпича и белого камня в стиле «пламенеющей готики», воссозданы интерьеры времён Леонардо: спальня с кроватью (копия), где умер художник, кухня с большим очагом и несколько комнат, обставленных мебелью эпохи Возрождения. Также есть салон, меблированный в стиле Людовика XV. Вокруг замка разбит парк площадью около 7 га.
Интерес представляет коллекция макетов машин, построенных по чертежам Леонардо: прототипы самолёта, вертолёта, автомобиля, танка, разводного моста, парашюта. Сохранились капелла, построенная Карлом VIII, и секретный подземный ход, ведущий в Амбуаз, который находится в 400 метрах от замка.

## Галерея

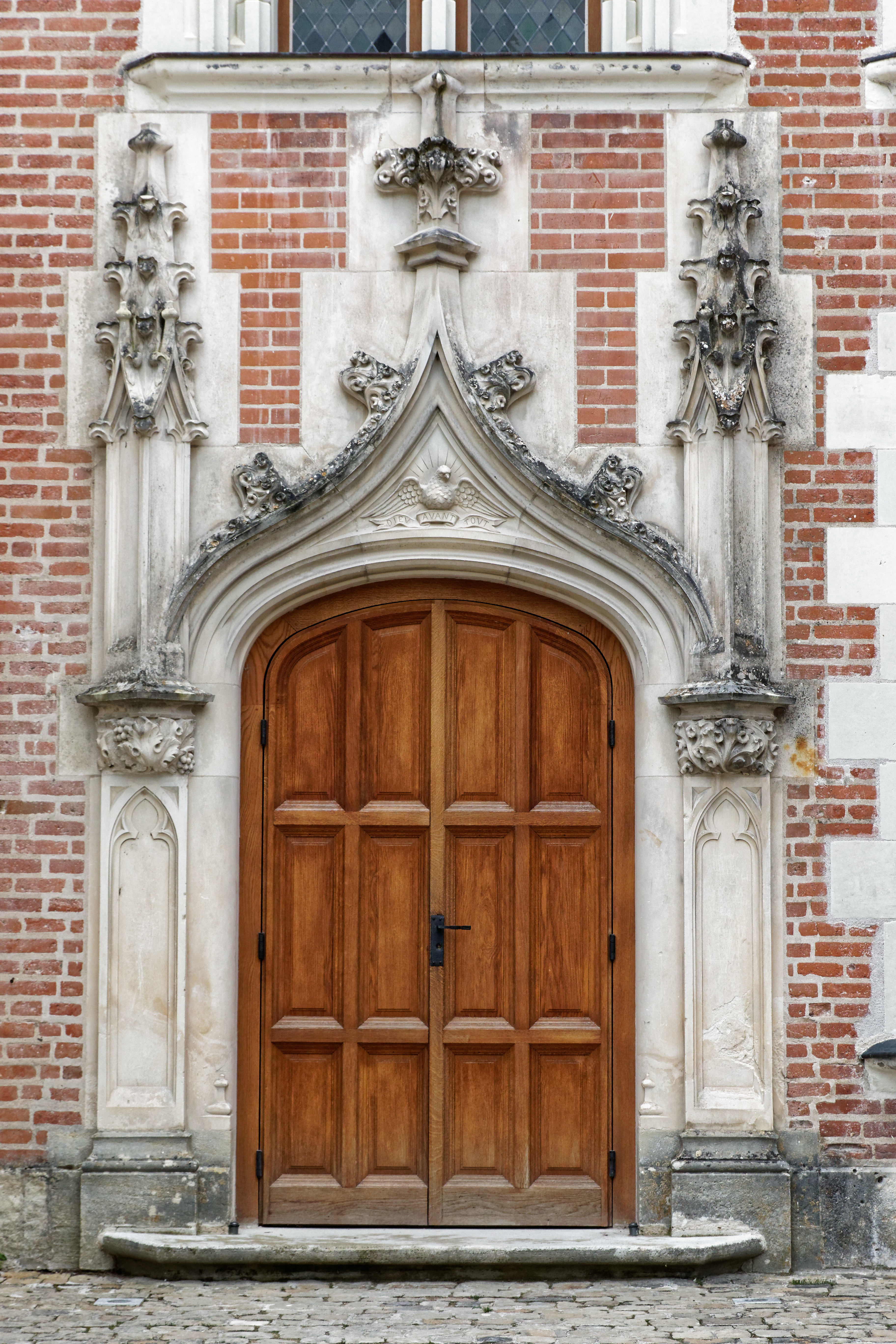
Парадный вход
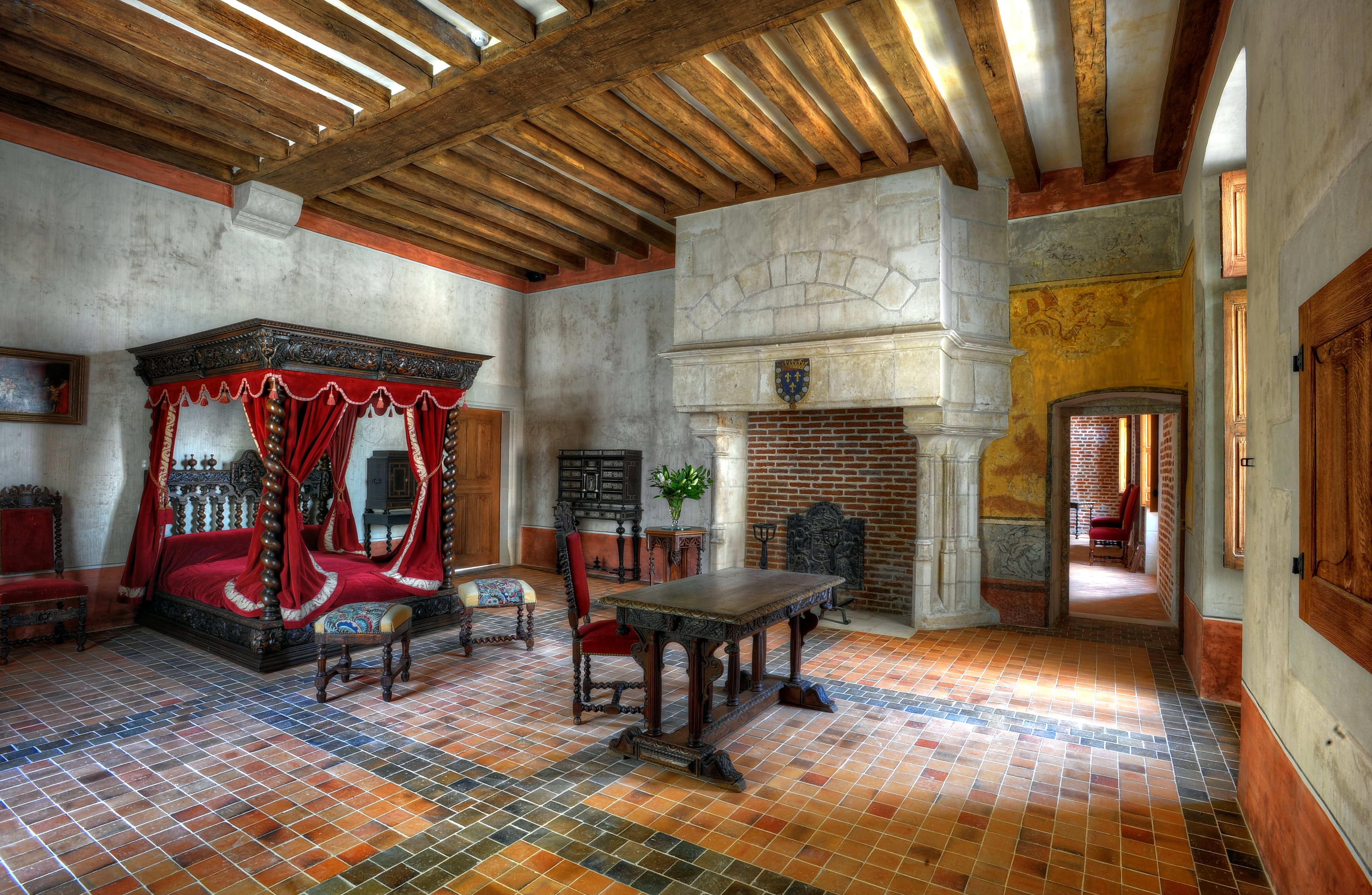
Покои Леонардо да Винчи
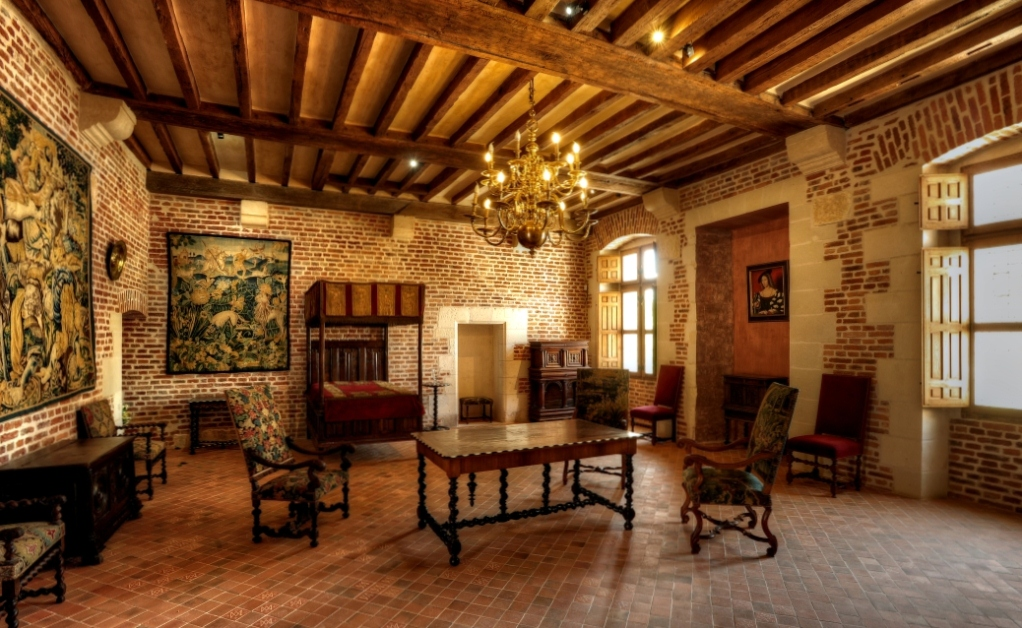
Покои Маргариты Наваррской
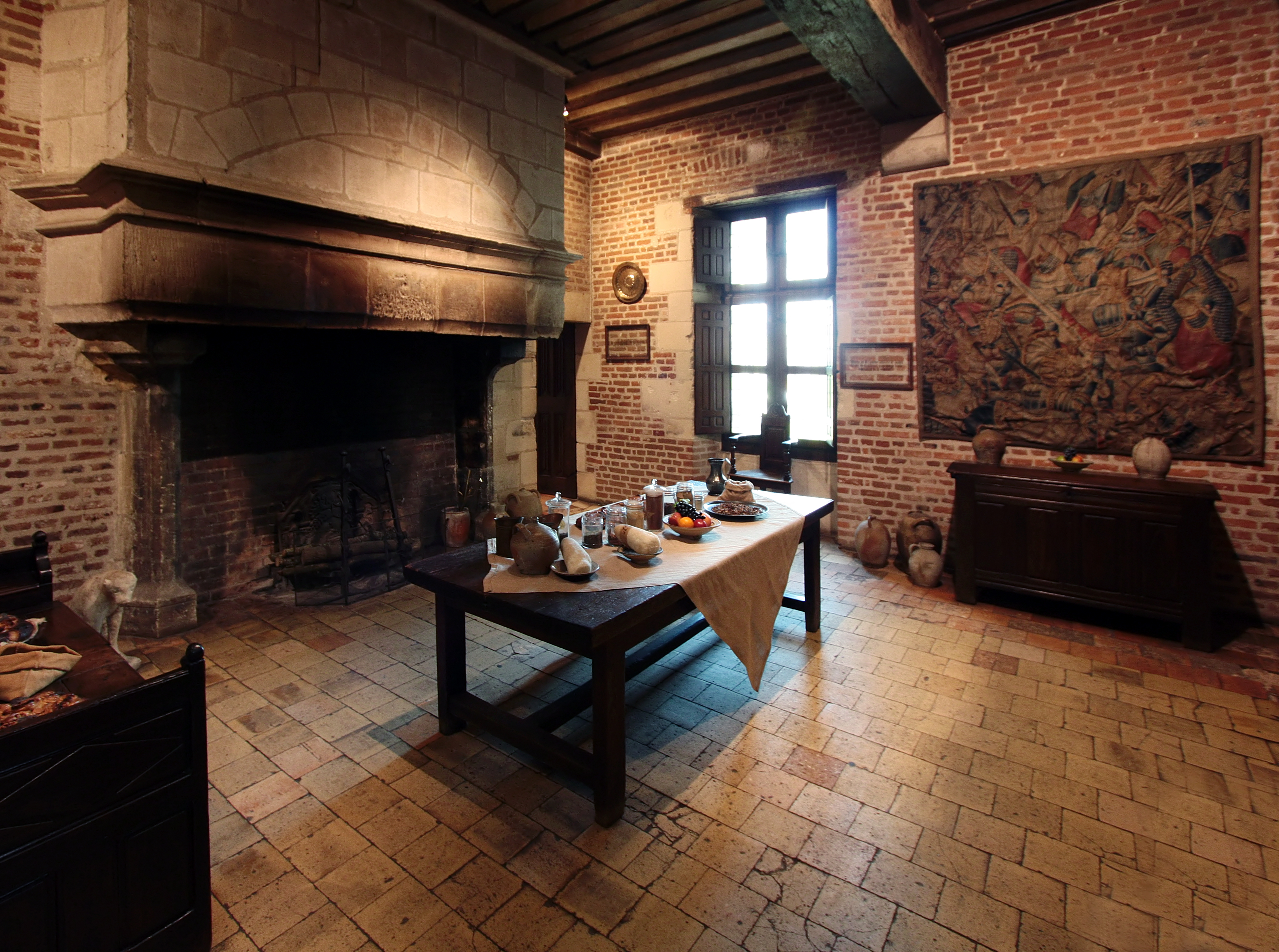
Кухня
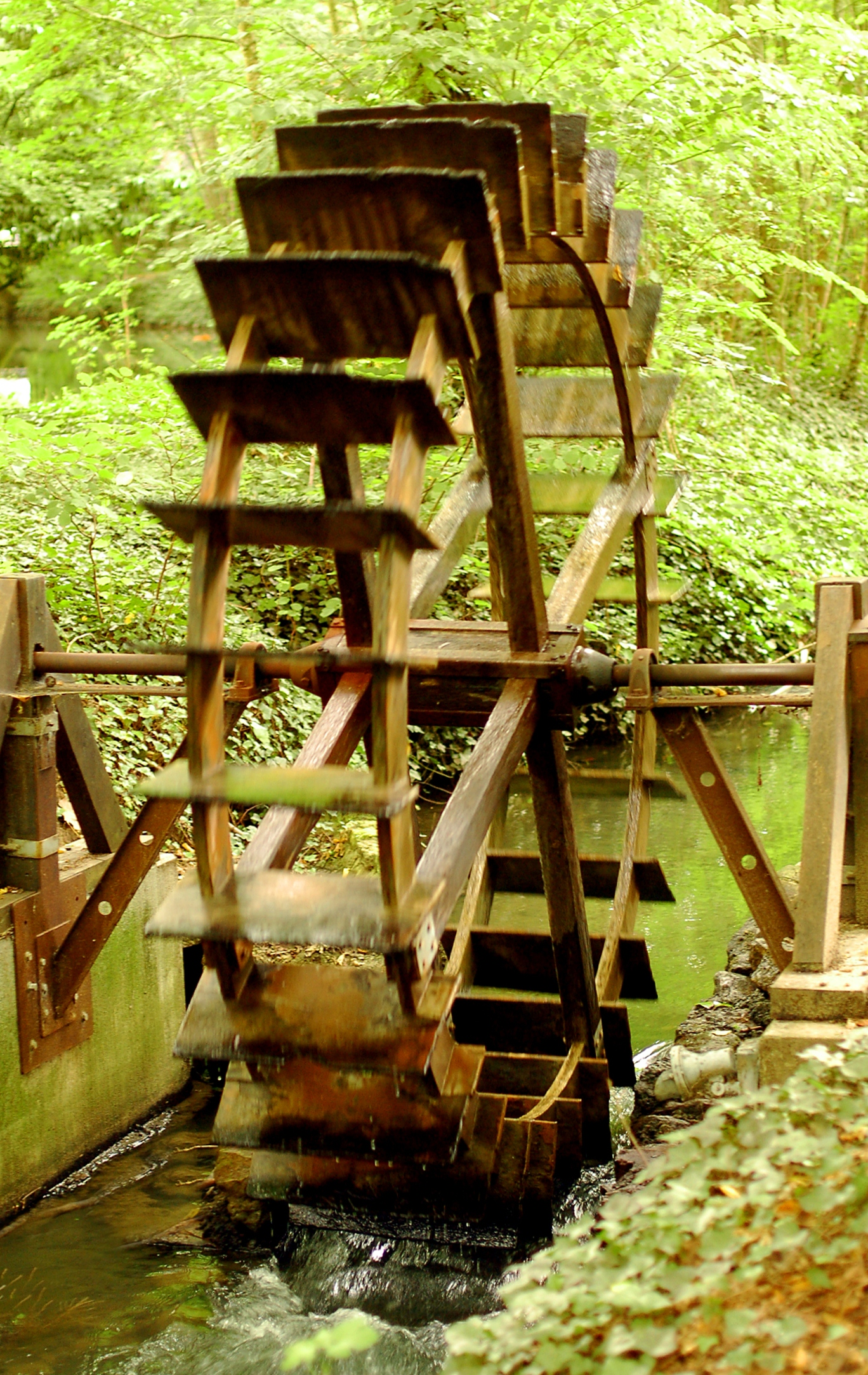
Водяное колесо
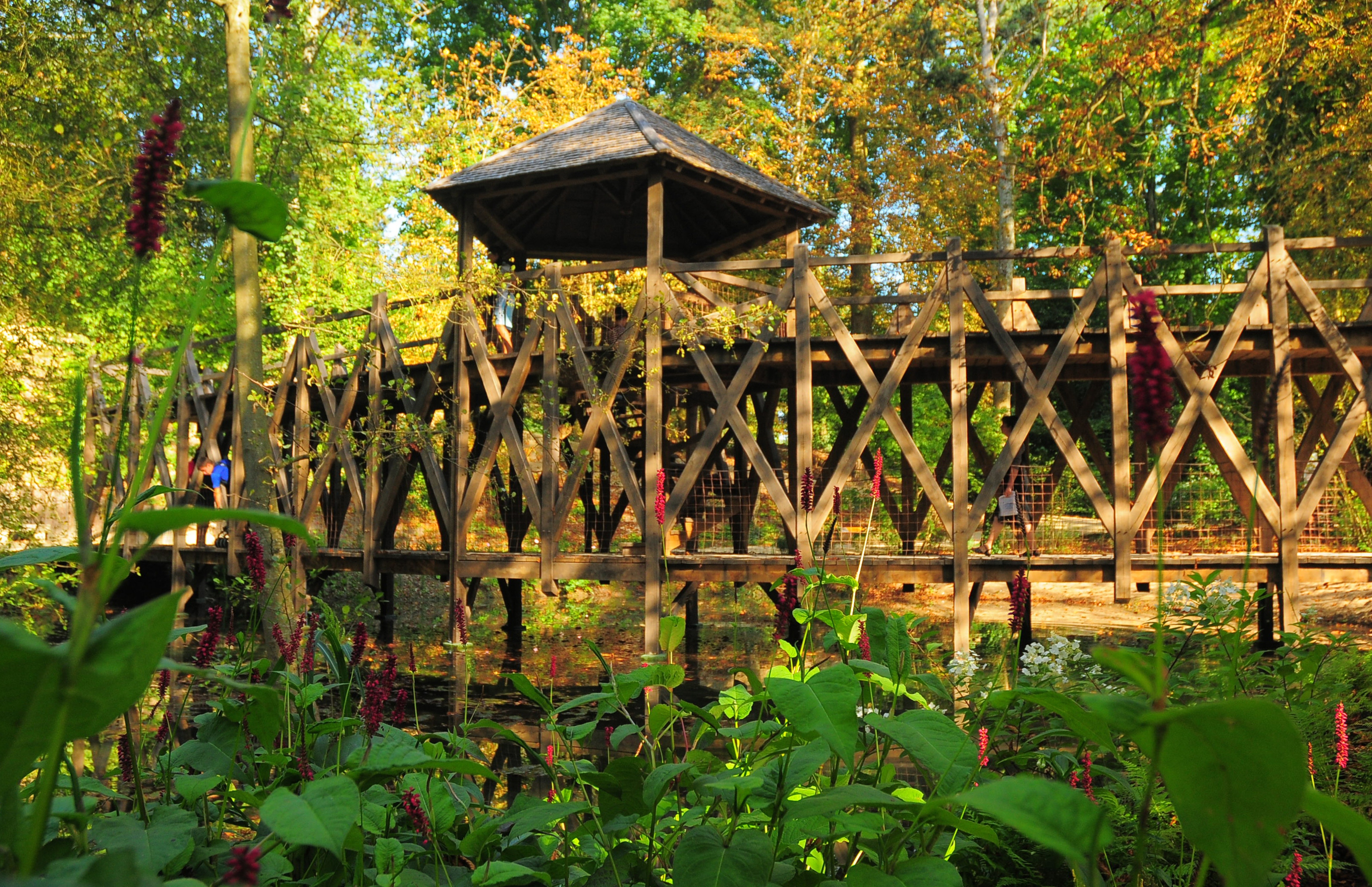
Двухуровневый мост в саду
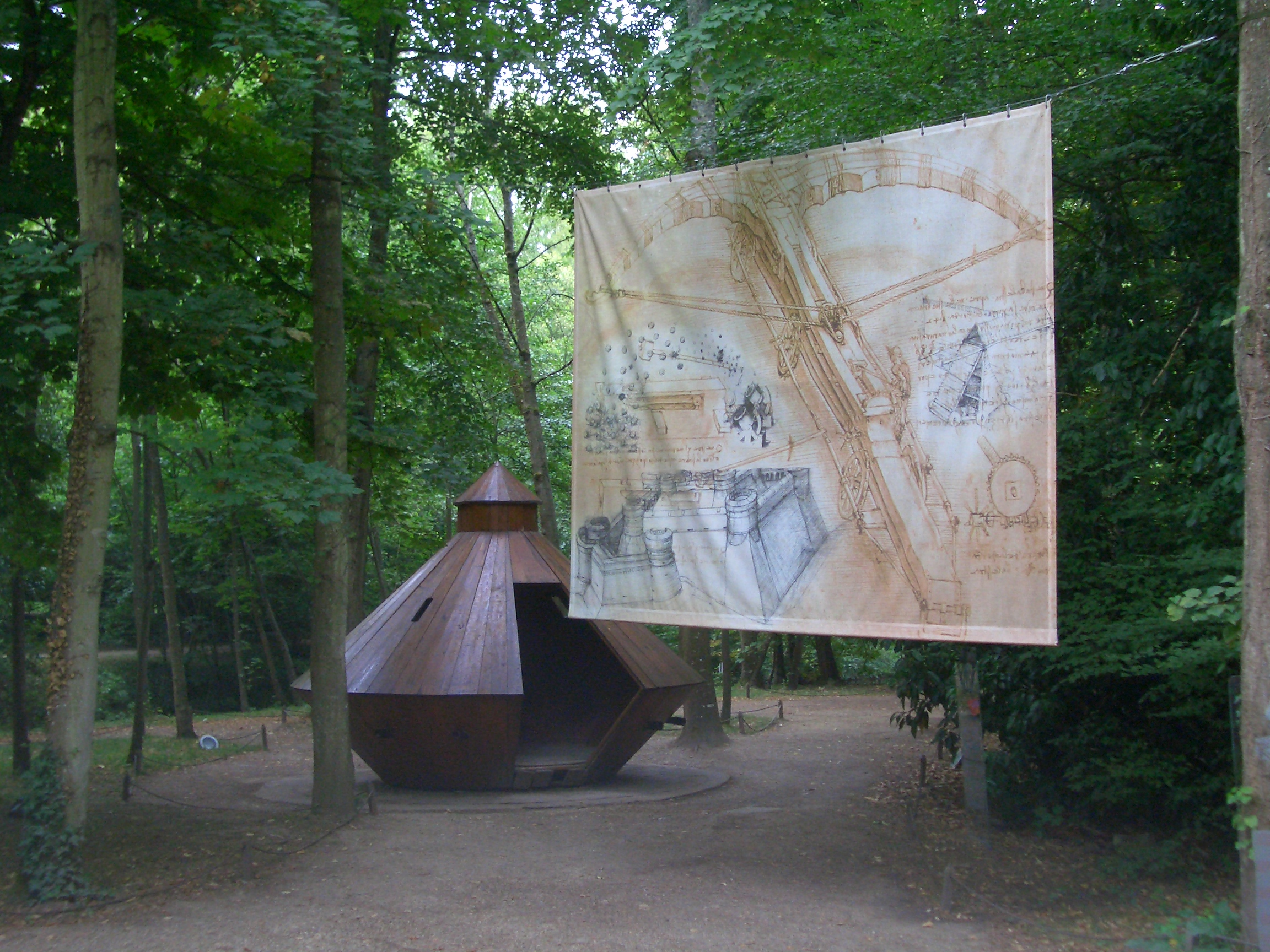
Экспозиция рисунков и копий изобретений Леонардо в парке